# Орфо
Орфо в древногръцката митология е двуглаво куче, брат на триглавото куче Цербер. Техните родители са чудовищата Ехидна и Тифон, за чиито деца са считани и Химера, Лернейската хидра, драконът Ладон (пазач на златните ябълки, в градината на Хесперидите), както и Сфинкс и Немейският лъв. Същевременно е споменаван и като баща на Сфинкс и Немейския лъв (от Химера или от Ехидна).
В легендата разказваща за смъртта им, Орфо се намира под властта на великана Герион и подпомага, в пазенето на неговото стадо от червени крави, пастира Евритион. И тримата са убити от роба Херкулес, на когото е поръчано от Евристей да заграби този ценен добитък. 